# Wabrosch Géza
Wabrosch Géza (Ózd, 1929. június 21. – Budapest, 2000. november 25.) orvos, urológus, sebész.

## Élete
Nagyapja: Wabrosch Béla (1858–1946) gépészmérnök, a Salgótarjáni Acélgyár főmérnöke, a Salgótarjáni SE alapító elnöke (1904), nagyanyja: Glaser Hermine. Apja Wabrosch Béla, (1891–1943), a Rimamurány–Salgótarjáni Vasmű Rt. vaskohómérnöke, anyja bodoki Henter Irén (1896–1960) tanítónő, általános iskolai igazgató. Testvére: Wabrosch Béla, ifj. (1923–2001). Felesége Benkő Éva dr.
Salgótarjánban érettségizett 1947-ben, a Budapesti Orvostudományi Egyetemen általános orvosi oklevelet szerzett 1953-ban. Urológus szakorvosi vizsgát tett 1957-ben. 1976-ban lett az orvostudományok kandidátusa. Elvégezte a MLEE általános tagozatát.

## Munkássága
A budapesti Uzsoki Utcai Kórház Urológiai-sebészeti Osztályának segédorvosaként kezdte pályáját 1953-ban. 1954-ben került a budapesti Szent János Kórház Urológiai-sebészeti Osztályára, amelynek 1968–72 között már főorvosa lett. 1972–73 között a budapesti István Kórház Urológiai-sebészeti Osztályának osztályvezető főorvosa volt, majd ismét a János Kórház, ill. a Szent János Kórház Urológiai-sebészeti Osztályának osztályvezető főorvosa volt egészen 1998-ig.
Urológiai helyreállító és plasztikai sebészettel, nefrológiával foglalkozott. Számos új, a veseműködést megtartó és helyreállító műtéti megoldást dolgozott ki és fejlesztett rutineljárássá, nemzetközileg is jelentős eredményeket ért el. Ő vezette be Magyarországon az extrakorporális lökéshullámú vesekőzúzást. Az elsők között foglalkozott Magyarországon az „életminőség” fogalmával, vizsgálta az orvoslás ökobiotikus körülményeit és lehetőségeit.

## Tudományos tevékenysége
A Magyar Urológusok Társasága vezetőségi tagja. Az Országos Urológiai Intézet Szakmai Kollégiuma (= Urológiai Szakmai Kollégium) tagja. A Magyar Urológia c. folyóirat főszerkesztő-helyettese. Jelentős szakmai tanulmányok hosszú sorát publikálta.
Az Erdélyi Múzeum Egyesület alapító tagja volt, 1991-től.
Ő állította össze a Noszkay Aurél-emlékkönyvet az iskolateremtő magyar urológus halálának 10. évfordulójára az urológiai osztály orvosai közreműködésével, 1997-ben.

## Elismerései
- Madzsar József-díj (1983)
- Batthyány-Strattmann László-díj (1997)